# HorRYM JESTem
HorRYM JESTem – pierwszy wspólny album studyjny polskiego rapera Kleszcza i producenta D.i.N.O. Wydawnictwo ukazało się 12 czerwca 2015 roku nakładem wytwórni muzycznej MaxFloRec. Gościnnie w nagraniach wzięli udział Luk Step, Skorup, Lilu, Sit oraz K2.
Album dotarł do 31. miejsca polskiej listy przebojów – OLiS. Płyta była promowana teledyskami do utworów „Szukaj mnie", „HorRYM” oraz „Spacer”.

## Lista utworów
Opracowano na podstawie materiału źródłowego (nie dotyczy stylizowanych form zapisu).
1. „HorRYM JESTem – Intro” – 3:24
2. „Wizje w snach” – 3:02
3. „Szukaj mnie” – 3:57
4. „Lokomotywa istnień” – 3:17
5. „Made in China” – 2:57
6. „Ego, Is, Tu” (gościnnie: Luk Step, Skorup) – 3:52
7. „Spacer” (gościnnie: Lilu) – 4:09
8. „Karawan” (gościnnie: Sit) – 2:24
9. „Iluminacisną bzdur” – 3:39
10. „Zapalnik” (gościnnie: K2) – 3:10
11. „Na muniu kuku” – 3:29
12. „Ostatni kat” – 2:47
13. „Nie pozwól” – 2:55
14. „Liczydełko” – 3:54
15. „HorRYM będę” – 6:02